# نبرد دامغان (۱۷۲۹)
نبرد دامغان یا نبرد مهماندوست، جنگی است که در سال ۱۱۰۸ ه‍.ش در اطراف دهکده مهماندوست، ۲۵ کیلومتری شرق دامغان بین نیروهای نادر قلی افشار و اشرف افغان درگرفت. اشرف بعد از پسرعمویش محمود هوتکی از پشتون‌های قندهار در اصفهان به تخت پادشاهی ایران نشست و با نام اشرف شاه ایران به تخت نشست او در پی یکپارچگی ایران بود گرچه نتوانست در این راه کامیاب شود.
این نبرد به پیروزی نادر منجر شد و نبرد نهایی در مورچه خورت اصفهان پشتون‌ها را با شکست نهایی، واگذاری اصفهان و پیوستن سربازانشان به نادرقلی افشار روبرو ساخت.

## آرایش جنگی

### آرایش جنگی پشتون‌ها
دست چپ سپاه اشرف را صیدال خان و دست راست آن را محمدامین خان اعتمادالدوله هر کدام با بیست هزار سپاهی رهبری می‌کردند. سپاه اشرف بیش از پنجاه هزار نفر بود.

### آرایش جنگی سپاه نادر
نادر کلیه قوای خود را که بیست و پنج هزار نفر بودند به صورت یک واحد یکپارچه درآورد و تأکید کرد که پیش از فرمان او کسی کمترین حرکت یا شلیکی نکند.

## پیشینه
شاه طهماسب دوم، که بازیافتن تاج و تخت نیاکانش را نزدیک می‌دید و مشتاق بود که شکست پدر را جبران کند و انتقام خون هزاران تن از اتباع خود را بگیرد، تصمیم گرفته بود که به اصفهان بشتابد و اشرف را وادار به جنگیدن کند. ولی نادر او را از این نقشه منصرف کرد. سردار زیرکش به او چنین گفت که بُعد مسافت تا پایتخت دشواری‌هایی در پیش دارد؛ و گذشته از این، کارهایی که اشرف در اصفهان انجام داده‌است حاکی از آن است که وی قصد دارد به رویارویی اعلیحضرت بشتابد، و در نتیجه پشتون‌ها ضمن حرکت بیشتر خسته و کوفته خواهند شد و نیروهای تازه‌ای نیز به اشرف نخواهند پیوست، زیرا او تنها کسانی را درون سپاه کرده که به آن‌ها باور داشته‌است. همچنین یادآور شد که هر چه بیشتر اشرف از اصفهان دور شود، پس نشینی او دشوارتر و خطرناک تر خواهد بود؛ ولی، برای آنکه او (نادر) خراسان را نمایشگر جنگ نکند و از سوی دیگر از خدمت‌های اتباع باوفای اعلیحضرت مانند قاجارها و بیاتها محروم نماند، نیاز است که مسافتی به رویارویی اشرف بشتابد؛ بنابراین، پس از گذر چندین فرسنگ راه به آهستگی، با پادشاه و همه سپاه در پیرامون دامغان اردو زد، و این کار را پیش از رسیدن اشرف به آن نزدیکی انجام داد. نادر با این محل که در نزدیکی رشته کوه‌های کرانه‌های دریای کاسپین جای داشت آشنا بود و می‌خواست در هنگام نیاز به آن بخش فرار کند. پس از آنکه نادر به هنگام لشکرگاه خود را نشان کرد و تا چند روز سربازان را به آسودگی واداشت، اشرف با همه نیروهای خود در رسید.

## نبرد
اشرف آن زمان شاه ایران بود و نادر نه سپاه بزرگی داشت و نه حمایت و نام‌آوری و نه جنگ‌افزار چندانی داشت، نیروهای سپاه اصفهان به فرماندهی اشرف آن هنگام شاه ایران محسوب می‌شدند و همه خزانه و جنگ‌افزار ایران بدست آنان بود و برای همین این هنگام باور به پیروزی خود داشتند به اشرف پافشاری می‌کردند که جنگ را آغاز کند اشرف از دیدن جاگیری مناسب سپاه نادر دریافت که با سرداری آزموده سروکار دارد و باید با احتیاط بسیار جنگ را آغاز کند، به‌ویژه آنکه سرنوشت او مربوط به سرانجام آن بود.
در ساعت‌هایی که وی اوقات خود را در تردید می‌گذرانید، افسرانش به او گفتند که اگر شایع شود که وی از جنگ با نادر بیم دارد، کشاورزان دیگر آذوقه نیاز را به لشکرگاه او نخواهند آورد و سپاه اشرف وادار خواهند شد با دشواری بیشتر جنگ را آغاز کنند؛ بنابراین اشرف، پس از آنکه نیروهای خود را همآهنگ کرد، در دوم اکتبر ۱۷۲۹ به سپاه نادر تاخت نیروهای نادر در برابر او پایداری کرد و با سرآمد همآهنگی به شلیک توپخانه او پاسخ داد و استوار ایستاد. اشرف که از همآهنگی دسته‌های سپاه نادر در شگفت مانده، ولی وامانده نشده بود نیروهای خود را از تاختن بازداشت، و به نیرنگی که در جنگ با ترکان عثمانی از آن بهره برده بود، به فرمانده دو گروه سه هزار تنی فرمان داد که از پشت و گوشه‌ها به دشمن بتازند و خود از رویاروی به سپاه نادر تاخت. طهماسب قلی که هر بخش را زیر نگاه می‌داشت با دلاوری آن‌ها را پس راند و همگی را از هم بپراکند؛ و سپس آنها را رو به روی آتش توپخانه تاراند و با تازشی دلیرانه و سخت به آسانی بر آن‌ها چیره شد.

## فرجام
پیدا نیست در این جنگ از پای درآمده‌های دو سو چه اندازه بود. می‌توان گفت که کشته‌های سپاه اشرف بسیار بوده و شترها و زنبورکها و چادرها و همه باروبنه سپاه اصفهان بدست نادر افتاد. سپاه اشرف پس از این شکست به تهران گریختند و مسافت دویست میل را در دو روز طی کردند.